# NGC 6898
NGC 6898 (również PGC 64517) – galaktyka spiralna (Sa), znajdująca się w gwiazdozbiorze Koziorożca. Odkrył ją Albert Marth 28 czerwca 1863 roku.